# Perdigon
Perdigon o Perdigo o Peire Dugon o Peire d'Ugon, italianizzato in Perdigone (Lespéron nel Gabales, diocesi di Gévaudan, attuale Lozère., ... – ...; fl. 1190-1220) è stato un trovatore alverniate.

## Vita e opere
Della sua opera ci restano quattordici lavori, comprese tre cansos con melodie. Era rispettato e ammirato dai contemporanei, a giudicare dalla vasta inclusione della sua opera nei canzonieri e in citazioni fatte da altri trovatori. Sebbene la sua biografia risulti confusa per quanto concerne le affermazioni contraddittorie contenute nella sua vida e per le allusioni nelle sue poesie e in quelle di altri, lo status di Perdigon come menestrello in gioventù e come esperto violinista è ben attestato nei lavori contemporanei (suoi e altrui) e nelle illustrazioni del manoscritto che lo raffigurano con il suo violino. Perdigon viaggiò in lungo e in largo ed era favorito da Dalfi d'Alvernha, il Baux, Pietro II di Aragona, e Barral di Marsiglia. Il suo servizio svolto per quest'ultimo fornisce una prima data definitiva per la sua carriera, in quanto alla morte di Barral nel 1192, Perdigon gli dedicò una canso, la cui musica si è conservata.
In base a quello che si legge nella sua vida, Perdigon era il figlio di un povero pescatore che primeggiava attraverso la sua "arguzia e inventiva" per onore e fama, vestito e infine armato, fatto cavaliere, e conferitogli terra e rendita da Dalfi d'Alvernha. Dopo questo periodo della sua vita, che si dice sia durato molto tempo, i manoscritti della sua vida divergono. Secondo una versione, la morte lo privò dei suoi amici, uomini e donne, e così perse la sua posizione entrando poi in un monastero cistercense, dove morì. Il fatto che egli entrasse in un monastero cistercense trova qualche sostegno da due dei suoi lavori.

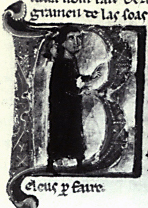
Perdigon, ma sans il suo famoso violino.

Secondo un'altra versione della sua vida, egli diventa un forte oppositore del Catarismo sostenendo la crociata albigese. Si dice che abbia accompagnato Guillem del Baus, Folchetto di Marsiglia e l'Abate di Cîteaux a Roma per opporsi a Raimondo VI di Tolosa dopo la scomunica di quest'ultimo nel 1208. L'autore della vida biasima Perdigon per "[aver commesso] e [organizzato] tutte queste azioni". Il biografo inoltre afferma che Perdigon cantasse tra la popolazione per incitare alla Crociata, vantandosi inoltre di umiliare Pietro II di Aragona forte oppositore della Crociata, e morto nella Battaglia di Muret. Per questa ragione viene disprezzato e perde tutti i suoi amici durante la guerra: Simon de Montfort, Guillem del Baus, e molti altri. Alla fine il figlio di Dalfi d'Alvernha, lo abbandona, confiscandogli la terra e spedendolo lontano. Il biografo afferma che andò da Lambert de Monteil implorandogli di farlo entrare nel monastero cistercense di "Silvabela", ma l'autore erroneamente crede che Lambert sia il genero di Guillem del Baus, e che il monastero Silvabela ("Selvabella") non sia mai esistito. Non c'è prova che Perdigon morì nel monastero.
Tra le canzoni di Perdigon pervenuteci c'è un torneyamen con Raimbaut de Vaqueiras e Ademar de Peiteus. Insolitamente per il periodo, Perdigon, insieme ad Aimeric de Peguilhan, composero le loro melodie diversificate per ogni stanza (through-composed)

### Componimenti[12]

#### Cansos
- Ben aio·l mal e·l afan e·l consir
- Cil cui plazon tuit bon saber
- Ir' e pezars e dompna ses merce
- Los mals d'Amor ai eu ben totz apres[13] (con notazione musicale solo nel ms. G)
- Mais no·m cug que sons gais
- Tot l'an mi ten Amors de tal faisso (con notazione musicale solo nel ms. G)
- Trop ai estat mon Bon Esper no vi (con notazione musicale solo nei mss. G X)
- Verges, en bon' hora (canzone religiosa)

#### Coblas esparsas
- Anc non cujei que·m pogues far Amors (due coblas)
- Be·m dizon, s'en mas chanssos (due coblas)

#### Sirventes-chanson
- Entr' amor e pessamen

#### Partimen
- Perdigon, ses vassalatge (partimen con Dalfi d'Alvernia)
- Perdigon, vostre sen digatz (partimen con Gaucelm Faidit)
- Senher n'Aymar, chauzes de tres baros (partimen con Raimbaut de Vaqueiras)

#### Componimenti contesi ad altri trovatori
- Aissi cum selh que tem qu'Amors l'aucia[14] (canso di Arnaut de Mareuil)
- Belhs m'es lo dous temps amoros[15] (canso di Arnaut de Mareuil)
- Bel Monruel, aicel que⋅s part de vos[16] (canso di Bernart de Ventadorn)
- Bona dona, cuy ricx pretz fai valer[15] (canso di Berenguier de Palazol)
- Amors no ·m posc partir ni dessebrar[14] (canso di Raimon Jordan)
- Non pot esser sofert ni atendut (canso di Guilhem Ademar)